# Franco Croci

Bischofswappen von Franco Croci

Franco Croci, auch Francesco Croci, (* 25. Juni 1930 in Mailand; † 28. Juli 2021 in Rom) war ein italienischer Geistlicher und Kurienbischof der römisch-katholischen Kirche.

## Leben
Franco Croci studierte von 1957 bis 1961 Philosophie und Katholische Theologie in Rom als Alumne des Almo Collegio Capranica. Am 30. September 1961 empfing er das Sakrament der Priesterweihe für das Bistum Crema. Nach weiterführenden Studien erwarb Croci an der Katholischen Universität vom Heiligen Herzen in Mailand einen Abschluss im Fach Literaturwissenschaft und an der Päpstlichen Universität Gregoriana ein Lizenziat im Fach Katholische Theologie. An der Päpstlichen Lateranuniversität wurde er im Fach Kanonisches Recht promoviert.
Danach war Franco Croci von 1966 bis 1970 Vizerektor des Almo Collegio Capranica, bevor er Ökonom der Päpstlichen Diplomatenakademie wurde. Anschließend war Croci fast 30 Jahre lang in der ersten Sektion des Staatssekretariates tätig, ab 15. Mai 1990 als Büroleiter. Am 7. Januar 1974 verlieh ihm Papst Paul VI. den Ehrentitel Päpstlicher Ehrenkaplan und Papst Johannes Paul II. am 29. März 1984 den Ehrentitel Päpstlicher Ehrenprälat. Zudem wurde Croci am 17. November 1982 zum Mitglied des Verwaltungsrates der Peregrinatio ad Petri Sedem berufen. Am 28. März 1986 und am 13. Juni 1989 wurde er jeweils für drei weitere Jahre in dieser Funktion bestätigt.
Franco Croci wurde am 31. Oktober 1998 zum Sekretär der Präfektur für die ökonomischen Angelegenheiten des Heiligen Stuhls bestellt. Am 3. Dezember 1999 ernannte ihn Papst Johannes Paul II. zudem zum Titularbischof von Potentia in Piceno und spendete ihm am 6. Januar 2000 im Petersdom die Bischofsweihe; Mitkonsekratoren waren Kurienerzbischof Giovanni Battista Re, Substitut des Staatssekretariates, und Kurienerzbischof Marcello Zago OMI, Sekretär der Kongregation für die Evangelisierung der Völker. Sein Wahlspruch Crux spes unica („Das Kreuz ist die einzige Hoffnung“) ist an eine zentrale Aussage der Heiligen Edith Stein angelehnt. Papst Johannes Paul II. berief ihn am 2. Mai 2002 zusätzlich zum Mitglied der Kongregation für die Selig- und Heiligsprechungsprozesse.
Am 3. September 2007 nahm Papst Benedikt XVI. sein aus Altersgründen vorgebrachtes Rücktrittsgesuch an. Am 13. Oktober 2007 wurde er zum Vizepräsidenten des Päpstlichen Arbeitsamtes ernannt und am 19. Oktober desselben Jahres zudem zum Konsultor der Präfektur für die ökonomischen Angelegenheiten des Heiligen Stuhls. Vom Amt des Vizepräsidenten des Päpstlichen Arbeitsamtes trat Croci am 1. Januar 2010 zurück.
Franco Croci wurde 2005 Koadjutor-Großprior und 2010 Großprior der Statthalterei Italia Centrale des Ritterordens vom Heiligen Grab zu Jerusalem. Am 4. Dezember 2010 erhielt er den Premio Internazionale Bonifacio VIII. 2011 wurde Croci Präsident des wissenschaftlichen Beirats der Accademia Bonifaciana. Ferner gehörte er bis 2020 dem Vermögensverwaltungsrat des Almo Collegio Capranica an.
Sein Grab befindet sich auf dem Hauptfriedhof von Busto Arsizio.